# 덴표 역병
덴표 역병(天平の疫病大流行, 덴표 역병대유행)은 일본에서 발생한 천연두의 유행을 지칭한다. 일본 전체 인구의 약 1/3을 죽였으며, 전국에 걸쳐 사회적, 경제적, 종교적 영향을 미쳤다. 735-737년 일본의 천연두 유행이라 부르기도 한다.

## 기원
발병이 있기 몇 십 년 전, 일본의 궁내대신들은 대중들 사이에서 집단발병이 나타날 경우 보고를 남기는 중국의 정책을 채택한다. 이 때 작성된 기록물들로 인해 735년에서 737년 사이에 발생한 천연두 유행에 대한 연구가 진행될 수 있다.
일본과 아시아 본토간 접촉 빈도의 증가에 따라 감염병의 발생 빈도가 높아지고, 심각한 집단발병 사태가 여러번 발생하게 된다. 735년에서 737년 사이의 천연두 유행은 규슈 북부의 후쿠오카 다자이후시에서 735년 8월경에 발생한 것으로 기록되었는데, 한반도에 좌초한 어부가 병에 걸려 돌아옴에 따라 지역 사회에 전파가 이루어진 것으로 추정된다. 이 병은 그해 규슈 북부 전역으로 급속히 번져 다음 해까지 지속되었다. 736년까지 규슈의 많은 소작인들이 사망하거나 농작물을 버리고 도망감으로써 농업 생산량 저조가 나타났고, 궁극적으로 기근까지 발생하였다.
게다가 전염병이 심화되던 736년, 일본 정부 관리 일행이 규슈 북부를 통과했다. 그들 중 일부가 병에 걸려 사망하자, 이 사절단은 한반도로 건너가 수행해야 하는 임무를 포기한다. 천연두를 가지고 수도로 돌아온 관리들은 일본 동부와 나라에 이 병을 퍼뜨린 것으로 추정된다. 737년에도 유행은 계속되고, 이에 따라 일본 정부는 737년 8월까지 전국적으로 세금을 면제한다.
당시의 재정 기록에 의하면 덴표 역병 당시 성인 사망률은 일본 전체 인구의 25~35%로 추정되는데, 일부 지역에서는 훨씬 높은 사망률이 나타난다. 사회의 모든 계층이 영향을 받았다. 737년에는 정치적 입지가 강력했던 후지와라 4형제를 비롯해 많은 궁정 귀족들이 이 역병으로 사망한다. 후지와라노 무치마로(680~737년), 후지와로노 후사사키(681~737년), 후지와라노 우마카이(694~737년), 후지와로노 마로(695~737년)이 이때 사망한다. 이들이 왕실에서 갑작스럽게 이탈함으로써, 타치바나노 모로에가 쇼무 천황 치하에서 높은 위치까지 올라가게 된다.
이 전염병으로 인해 많은 사람이 사망함으로써, 일본 전역에서는 노동력의 이탈, 이주, 지역별 불균형이 발생한다. 이에 건설과 농업, 특히 벼 재배가 큰 영향을 받았다.

## 사후

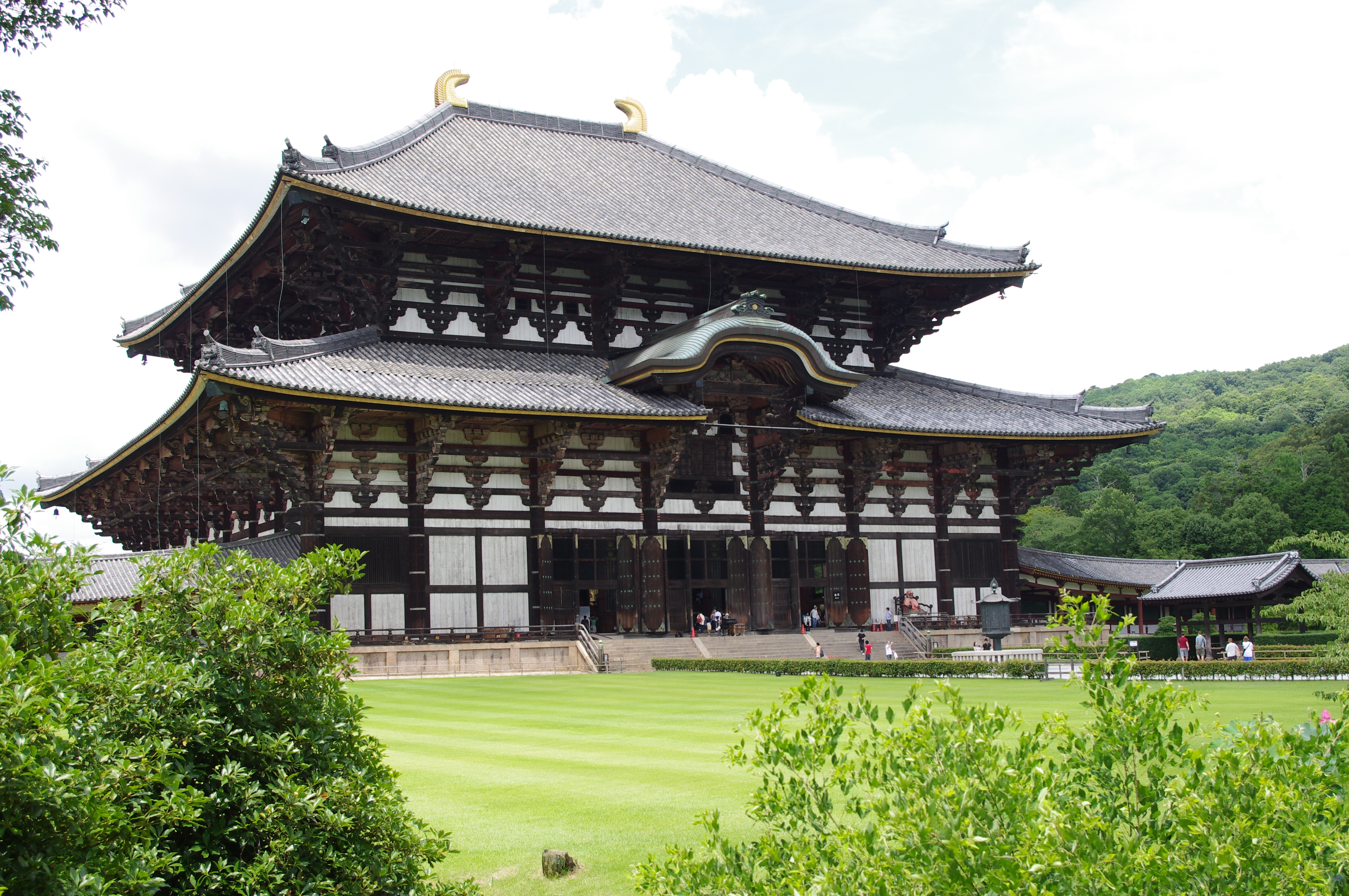
도다이지의 다이부츠덴

일본의 관료들은 광범위한 인구 이주를 막고 농촌 사회에 활력을 불어넣기 위해 세금 감면을 비롯해 다양한 정책을 펼쳤다. 일례로, 천연두 전염병이 발생한 때로부터 몇 년이 지난 후, 지방 영주들은 땅을 개간하고자 하는 사람들에게 사유지 소유권을 제공함으로써 농업 생산성을 높이려 하였다.
또한 이 무렵, 덴표 역병에 대해 개인적인 책임감을 느낀 쇼무 천황은 도다이지와 다이부츠덴(대불전)의 건설을 추진하였으며, 고쿠분지 등 일본 각 지역에도 사찰, 동상 등을 건립하는 데 많은 투자를 하며 불교를 공식적으로 지원하였다. 다이부츠덴을 건설하는데에만 국고의 대부분을 써 나라가 거의 파산할 지경에 이르렀다.

## 같이 보기
- 포창신